# لیوبومیر لمشکو
لیوبومیر لمشکو (انگلیسی: Liubomyr Lemeshko؛ زادهٔ ۱۹ ژوئیهٔ ۱۹۹۲) شناگر اهل اوکراین است.